# Thapsaque

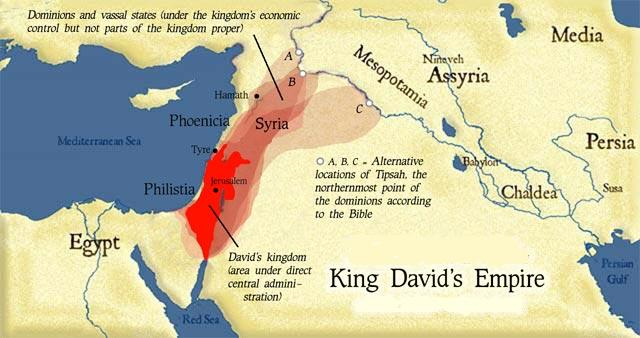
Il s'agit d'un travail dérivé de Image:Davids-kingdom.jpg, qui a été réalisé par l'utilisateur:Meteormaker et j'ai apporté quelques corrections supplémentaires.

Thapsaque (grec ancien : Θάψακος, Thapsakos ; hébreu : תִּפְסַח Tipsah ; latin : Thapsacus) est durant l'Antiquité une ville de Syrie du nord, situé sur l'Euphrate. Sa localisation reste encore incertaine et est discutée par les historiens contemporains. 
Selon la Bible, cette cité aurait constitué la limite nord du royaume de Salomon. 
C'est un important point de passage du fleuve et de nombreuses armées l'empruntent pour envahir la Mésopotamie. C'est le cas pour Cyrus le Jeune en 404 av. J.-C. lors de sa lutte contre son frère Artaxerxès II, ainsi que pour Alexandre le Grand en 331 av. J.-C. allant à la rencontre de Darius III à Gaugamèles. C'est aussi ce passage qu'emprunte Septime Sévère lors de son expédition contre les Parthes en 197.
Alexandre après sa conquête de l'empire perse résolut d'imiter l'expédition de Néchao II et de faire de Thapsaque le point de départ du voyage : 

« il résolut de s'embarquer sur l'Euphrate avec une flotte nombreuse, de côtoyer l'Arabie et l'Afrique, et d'entrer ensuite, par les colonnes d'Hercule, dans la mer Méditerranée. Il fit construire, sans différer, dans la ville de Thapsaque, des vaisseaux de toute espèce, et rassembla de toutes parts un grand nombre de pilotes et de matelots. »